# CRフィーバーストII
『CRフィーバーストII』は、2001年に三共から発売されたパチンコ機である。

## 概要
カプコンの格闘ゲーム『ストリートファイターII』とのタイアップ機。『ポケットファイター』に使われていた2頭身のキャラクターを使用しており、そちらに登場していないキャラクターは新規に作り下ろされている。BGMは原作のものは使用されておらず、全て本機オリジナルのものとなっている。

## 図柄
『フィーバーパワフル』などのように画面が9分割されている。このうち図柄が配置されているのは「X」字型の5マスで、斜め2ラインが有効。図柄停止順は「左上→右下→左下・右上→中央」。
4隅には「1」「2」「3」「7」の4種類、中央には「1」～「11」の11種類の図柄があり、このうち「7」が揃った場合のみ大当たりとなる。一部のリーチ演出では中央図柄が動いて有効ラインが一時的に変化し、それらのラインで「7」が揃うと、再始動によって最終停止図柄を決定する。

## 予告演出
ファイター配置
確変中・時短中専用の短縮変動を除き、図柄が停止する前に必ず扉が開く。基本的に4人の「ファイター」が登場するが、この時に黒い背景でリュウが大きく描かれていれば「リュウモード」に発展する。また、扉が開いた時にファイターが現れなかった場合は大当たりが確定する。なお、ファイターの組み合わせには数種類のパターンがあり、それぞれ発展先が異なっている。
扉予告
変動開始直後に図柄のマスが光り、扉の開き方が変化すると「ノーマルモード」「ヨガモード」「お助けモード」「ピヨりモード」「ベガモード」「チェンジモード」のいずれかへの発展が確定。ただし、信頼度は若干下がる。
背景予告
通常はファイターのマスの背景にレンガが描かれているが、代わりに虹色のグラデーションになっていると「ノーマルモード」「お助けモード」「ベガモード」「チェンジモード」のいずれかへの発展が確定し、信頼度も少し上昇する。
ノイズ予告
扉がモニターに変化し、ガラスが割れてファイターが現れるとリーチ確定。
音予告
変動開始時のBGMが通常よりも長いと「ノーマルリーチ」「リュウモード」以外のリーチが確定し、信頼度が大幅に上昇する。
フラッシュ予告
変動開始時に台枠のランプが点滅すると「ノーマルリーチ」「ピヨりモード」「リュウモード」以外のリーチが確定し、信頼度が大幅に上昇する。「音予告」と複合すると激アツ。

## リーチ演出
ノーマルリーチを除き、8種類の「モード」に分けられている。ファイター配置は「左・上・右・下」の順に表記。

### ノーマルリーチ
どちらかのラインで「7」がテンパイするとノーマルリーチとなる。基本的に「ノーマルモード」や「ヨガモード」への繋ぎとなるリーチだが、ごく稀にそのまま大当たりすることがある。

### ノーマルモード
「瞬獄殺」を除き、気合のエフェクトが赤色になったファイターのリーチに発展。ファイターによって信頼度が大きく変化する。一部のキャラは発展パターンあり。
百裂張り手 / スーパー百裂張り手
画面左側に本田が配置されている時に発展。「スーパー百裂張り手」に発展すると信頼度が大幅に上昇する。
パイルドライバー / スクリューパイルドライバー
画面上側にザンギエフが配置されている時に発展。信頼度は「百裂張り手」より劣るが、「音予告」や「フラッシュ予告」から発展すれば大当たりが確定する。
百裂キック
画面右側に春麗が配置されている時に発展。出現率が低く、信頼度は50%以上と高い。
サンダースパーク / スーパーサンダースパーク
画面下側にブランカが配置されている時に発展。発展パターンに移行しやすいが、その分信頼度は低く設定されている。なお、この技の本来の名称は「エレクトリックサンダー」である。
竜巻旋風脚
画面左側にリュウが配置されている時に発展。ノーマルモードの中では最も信頼度が低い。しかし、「音予告」や「フラッシュ予告」から発展すれば大当たりが確定する。
瞬獄殺
「7」が3つ出現し、なおかつ中央に「タイトルロゴ（5）」が停止した際に発展する可能性がある、大当たり確定のリーチ。豪鬼が乱入し、瞬獄殺で全図柄を再始動させる。停止目が固定のため、斜め揃いとなるリーチの中では唯一、最終停止図柄を決定する演出が発生する。

### ヨガモード
「ダルシム・本田・バイソン・ケン」以外のファイター配置で、ノーマルリーチがハズレた直後に発展する。
ヨガアタック / ヨガシェイク
画面外からダルシムが現れ、片手で図柄を再始動させる「ヨガアタック」、両手で揺らしながら図柄を進めていく発展パターンの「ヨガシェイク」で大当たりを狙う。

### お助けモード
ファイター配置が「バイソン・ブランカ・ザンギエフ・リュウ」または「ブランカ・春麗・リュウ・サガット」で、第3停止時に「7」が2つ出現し、なおかつリーチが成立していない状態から発展する。気合を入れたファイターが技を繰り出して中央図柄を動かすと以下のいずれかのリーチに発展するが、何もせずにハズレとなるガセも多い。
お助けスクリューパイルドライバー
ファイター配置が「バイソン・ブランカ・ザンギエフ・リュウ」で、なおかつ下側の図柄が両方とも「7」の時に、ブランカが「ローリングアタック」でリュウに攻撃すると発展。図柄の代わりにブランカを掴み、着地の衝撃で図柄を停止させる。
お助け百裂キック
ファイター配置が「ブランカ・春麗・リュウ・サガット」で、なおかつ左側の図柄が両方とも「7」の時に、リュウが「波動拳」をブランカに向けて放つと発展。「ノーマルモード」とは違い、信頼度は他のパターンと同じ。
お助けサンダースパーク
ファイター配置が「ブランカ・春麗・リュウ・サガット」で、なおかつ上側の図柄が両方とも「7」の時に、サガットが「タイガーアッパーカット」で春麗に攻撃すると発展。
お助け竜巻旋風脚
ファイター配置が「バイソン・ブランカ・ザンギエフ・リュウ」で、なおかつ右側の図柄が両方とも「7」の時に、バイソンが「ダッシュストレート」でザンギエフに攻撃すると発展。
このリーチには変動開始時にナナちゃんの「やったね、ラッキー!」の声が発生してから発展する大当たり確定のパターンが存在する。この場合は予告演出の組み合わせが固定となり、画面右側のサガットが「タイガーショット」で中央図柄を左に押し出し、画面上側のリュウが降りて竜巻旋風脚を放つ。

### パズルモード
ファイター配置が「ダルシム・本田・バイソン・ケン」または「バイソン・本田・ガイル・ザンギエフ」で、特定の3箇所に「7」が停止している状態から発展する。それぞれのファイターが中央図柄を押し出して大当たりを狙う。
神龍拳
ファイター配置が「ダルシム・本田・バイソン・ケン」の時に発展。有効ラインは上側。本来は『ストリートファイターZERO』が初出の技で、『スーパーストリートファイターII X』では実装されていない。なお、ボイスは「昇龍拳」となっている。
スーパー百貫落とし
ファイター配置が「バイソン・本田・ガイル・ザンギエフ」の時に発展。有効ラインは下側。
ヨガフレイム
ファイター配置が「ダルシム・本田・バイソン・ケン」の時に発展。有効ラインは右側。
スーパーソニックブーム
ファイター配置が「バイソン・本田・ガイル・ザンギエフ」の時に発展。有効ラインは左側。

### ピヨりモード
画面右側にバルログが配置されており、なおかつ全図柄にヒヨコの「ピヨコちゃん（4隅は2、中央は3）」が停止した時に発展する。
バルセロナアタック
バルログが画面全体を切り裂き、「7」が揃っていれば大当たり。信頼度は高いが、「音予告」が発生しても信頼度は変わらない。

### ベガモード
画面上側にベガが配置されており、なおかつ中央図柄に「7」が停止した時に発展する。
サイコクラッシャー
ベガが全図柄を中央に集め、サイコクラッシャーで再変動させる。最後は「7」と「8」の押し合いになり、「7」が押し出せば大当たり。なお、ベガのデザインは『ストリートファイターZERO』シリーズに準拠している。
スーパーサイコクラッシャー
大当たり確定のリーチ。発展時の演出は「サイコクラッシャー」と同じだが、途中で4隅が停止せずに回り続け、最後は全図柄が同時に停止して「7」が揃う。

### リュウモード
扉が開いた時にリュウが大きく描かれていると発展する。
波動拳
全図柄を集め、赤色の波動拳で一気に停止させる。

### チェンジモード
全図柄が停止した時に右上か右下に「7」が停止した状態で、左上・左下・中央の図柄が再始動すると信頼度大幅アップ。リーチの内容は「スーパー百裂張り手」「百裂キック」と同じで、後者の方がより信頼度が高い。

## 確変抽選トライアル
大当たり終了後に必ず発生する、原作のボーナスゲームを模した確変告知演出。制限時間内に全ての「タル」か「ドラム缶」を破壊できれば確変突入となる。
現金機の『DX』では「タル」や「ドラム缶」は出現せず、代わりに時短回数を2回抽選し、最終的に表記された回転数だけ時短が続く。
ただし、実際には31通りある停止目ごとに確変（時短）の有無などが決められており、同じ停止目の場合は必ず同じ結果となる。

## スペック

### CRフィーバーストII SP
- 大当たり確率
  - 低確率：1/309.5
  - 高確率：1/61.9
- 賞球数：5&10&15
- 確変割合：15/31（約48.39%）
- 確変図柄
  - 「7」のダブルライン揃い
  - 「7」の右下がり揃いかつ、左下・右上が「1・1」「1・7」「2・2」「3・2」「3・7」「7・1」「7・3」
  - 「7」の右上がり揃いかつ、左上・右下が「1・2」「1・7」「2・1」「2・7」「3・1」「3・7」「7・2」
- 通常図柄
  - 「7」の右下がり揃いかつ、左下・右上が「1・2」「1・3」「2・1」「2・3」「2・7」「3・1」「3・3」「7・2」
  - 「7」の右上がり揃いかつ、左上・右下が「1・1」「1・3」「2・2」「2・3」「3・2」「3・3」「7・1」「7・3」
- 大当たりラウンド：最高15R・10C

### CRフィーバーストII GP
- 大当たり確率
  - 低確率：1/251.5
  - 高確率：1/71.9
- 賞球数：5&10&15
- 確変割合：11/31（約35.48%）
- 確変図柄
  - 「7」のダブルライン揃い
  - 「7」の右下がり揃いかつ、左下・右上が「1・1」「1・7」「2・2」「3・2」「7・3」
  - 「7」の右上がり揃いかつ、左上・右下が「1・2」「2・1」「2・7」「3・1」「7・2」
- 通常図柄
  - 「7」の右下がり揃いかつ、左下・右上が「1・2」「1・3」「2・1」「2・3」「2・7」「3・1」「3・3」「3・7」「7・1」「7・2」
  - 「7」の右上がり揃いかつ、左上・右下が「1・1」「1・3」「1・7」「2・2」「2・3」「3・2」「3・3」「3・7」「7・1」「7・3」
- 大当たりラウンド：最高15R・10C

### フィーバーストII DX
- 大当たり確率：1/224.5
- 賞球数：5&10&13
- 時短
  - 次回大当たりまで：6/31（約19.35%）
    - 「7」のダブルライン揃い
    - 「7」の右下がり揃いかつ、左下・右上が「1・7」「2・2」
    - 「7」の右上がり揃いかつ、左上・右下が「1・2」「3・1」「7・2」

  - 100回転：6/31（約19.35%）
    - 「7」の右下がり揃いかつ、左下・右上が「1・1」「3・2」「7・3」
    - 「7」の右上がり揃いかつ、左上・右下が「2・1」「2・7」「3・3」

  - 50回転：12/31（約38.71%）
    - 「7」の右下がり揃いかつ、左下・右上が「1・2」「2・1」「2・3」「3・1」「3・7」「7・1」「7・2」
    - 「7」の右上がり揃いかつ、左上・右下が「1・3」「1・7」「2・3」「3・7」「7・1」

  - なし：7/31（約22.58%）
    - 「7」の右下がり揃いかつ、左下・右上が「1・3」「2・7」「3・3」
    - 「7」の右上がり揃いかつ、左上・右下が「1・1」「2・2」「3・2」「7・3」
- 大当たりラウンド：最高16R・10C

## 家庭用移植
2001年3月8日にインターナショナルカードシステムから発売されたPlayStationソフト『FEVER4 SANKYO公式パチンコシミュレーション』に、この機種が収録されている。